# میدان خماری (فیلم)
میدان (انگلیسی: Hangover Square) فیلمی در ژانر درام و نوآر به کارگردانی جان برام است که در سال ۱۹۴۵ منتشر شد.

## بازیگران
- لرد کرگار
- لیندا دارنل
- جرج سندرز
- آلن نیپی‌یر
- فرانسیس فورد
- گلن لنگان
- جی. فارل مک‌دانلد
- جیمی اوبری
- دیوید لیلاند (نامش در عنوان‌بندی فیلم نیامده)